# Юлдашходжаева, Нурхон

Нурхон Юлдашходжа́ева (1913, Маргилан — 1 июля 1929, Маргилан) — советская узбекская актриса. 1 июля 1929 года её собственный брат Салиходжа убил её холодным оружием (совершив «убийство чести») за то, что она танцевала перед публикой с открытым лицом, сняв чачван.
Отец Нурхон Юлдашходжа Салимходжаев и её брат Салиходжа были казнены за участие в убийстве. Минбаши, который заказал убийство, был сослан.
Камиль Яшен написал популярный мюзикл о жизни Нурхон, изображающий её как мученицу. В 1968 году был открыт памятник девушке работы В. Клеванцова. Памятник демонтировали в 1991 году вскоре после распада СССР и образования независимой Республики Узбекистан, так как статуя, посвящённая феминистке эпохи «Худжум», считалась неудобной для постсоветского времени.